# Ситроен Ц3 еркрос
Ситроен Ц3 еркрос (фр. Citroën C3 Aircross) мали је градски СУВ који производи француска компанија Ситроен од 2017. Наслеђује модел Ц3 пикасо.

## Историјат и преглед аута
Представљен је на Салону аутомобила у Женеви 12. јуна 2017, а пуштен је у продају у октобру исте године. Одликује га иста платформа као на опелу кросленд иксу. Његов дизајн има тзв. дабл-декер 3D светла, што дели са осталим новим Ситроеновим моделима. У унутрашњости поседује модеран мултимедијални систем са екраном од 7 инча, са мирор системом којим се може повезати мобилни телефон са аутом. Пртљажник је запремине од 410 до 520 литара, с тим што се задња седишта могу померати по шинама напред-назад и тако се запремина може мењати. Нема погон на свим точковима, али поседује грип контрол систем који расподељује снагу на све точкове и омогућава овом ауту да добије способности правог теренца. Потрошња варира од 4,5 до 6,7 литара у граду и од 4,0 до 5,5 литара на путу према фабричким подацима. Запремина резервоара је 45 литара. У Србији основна верзија Ситроена Ц3 еркрос кошта 14.490 евра.
Ц3 еркрос је такође освојио Аутобест титулу бест-бај аутомобила за 2018.

## Безбедност
На Еуро NCAP креш тесту освојио је максималних 5 звездица.
- Безбедност одраслих путника - 85%
- Безбедност деце путника - 82%
- Безбедност пешака - 64%
- Системи за асистенцију возачу - 60%

## Модел за Латинску Америку
Модел за Латинску Америку појавио се 2010. године и базиран је на моделу Ц3 пикасо. Одликује га робуснији изглед у односу на стандардни модел, са заштитним пластикама на блатобранима и браницима. Резервни точак се налази ван аута, на задњим вратима у маниру џипова. Једини доступан мотор је 1.6 HDi. 2016. је урађен редизајн овог модела.